# 鈴木亜弥子
鈴木 亜弥子（すずき あやこ、女性、1987年3月14日 - ）は、日本のパラバドミントン選手。クラスはSU5（上肢機能障がい）。

## 来歴
埼玉県出身。先天的に右腕が肩より上がらない障がいをもって誕生した。両親や姉がバドミントンをプレーするバドミントン一家に生まれ、亜弥子も小学3年次にバドミントンを始めた。
健常者に混じり中学在学中には、関東中学生バドミントン大会で優勝、埼玉県立越谷南高等学校在学中にはインターハイ団体戦16位、全日本ジュニアバドミントン選手権大会ダブルス準優勝など輝かしい成績を残した。東京経済大学に入学すると成績が低迷し、実父の勧めでパラバドミントンに転向した。2009年9月にソウル特別市で開催されたパラバドミントン世界選手権では優勝を果した。翌年のアジアパラ競技大会でも優勝を飾り、いったん現役を引退する。
2014年10月、東京パラリンピックでパラバドミントンが正式種目として採用されることが決定すると、両親の勧めもあり現役復帰を決める。2016年10月現在、バドミントン日本リーグ2部の七十七銀行バドミントン部に所属し、ブランクで衰えた基礎体力の向上を図り東京パラリンピック出場と金メダル獲得を目指している。
2021年5月25日、世界バドミントン連盟（BWF）より、「Race to Tokyo 2020 Rankings」ランキング発表及び資格割り当て通知があり、Women's Doubles Standing Lower 3 - Standing Upper 5（WD SL3 - SU5）およびWomen's Singles Standing Upper 5（WS SU5）の2種目において、東京2020パラリンピック競技大会推薦内定選手として、日本パラリンピック委員会に推薦したことが一般社団法日本障がい者バドミントン連盟より報告された。
　2020東京パラリンピックでは、女子シングルスＳＵ５で銀メダル、女子ダブルスＳＬ/ＳＵで銅メダル（パートナーは伊藤則子）を獲得した。

## 戦績
- 2009年 - パラバドミントン世界選手権 優勝[7]
- 2010年 - アジアパラ競技大会 優勝[8]
- 2019年 - 世界選手権 準優勝
- 2021年 - 2020東京パラリンピック女子シングルスＳＵ５銀メダル
- 2021年 - 2020東京パラリンピック女子ダブルスＳＬ/ＳＵ銅メダル